# Thries

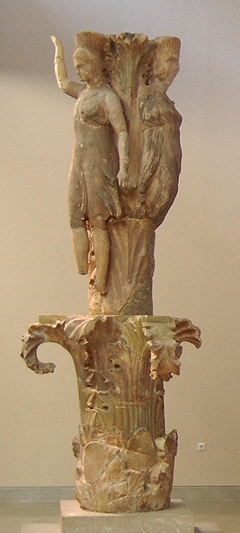
La « colonne des danseuses » à Delphes, qui pourrait être une représentation des Thries.

Les Thries ou Thriae (en grec ancien Θριαί / Thriaí, en latin Thriae), également appelées les corycides ou nymphes coryciennes, sont trois sœurs, femmes-abeilles au service du dieu Hermès et nourrices des dieux de l'Olympe. Elles sont aussi considérées comme étant des nymphes des grottes ou oréades ainsi que des naïades en tant que nymphes des sources sacrées de l'Antre corycien, une grotte du mont Parnasse en Phocide. Elles s'appellent Corycia, Cléodora et Mélaïna.

## Famille

### Ascendance
Les trois Thries (Corycia, Cléodora et Mélaïna) sont les filles du dieu fleuve du nord de la Béotie Céphise ou de Plistos.

### Amours et descendance
Parfois décrites comme vierges, les trois nymphes et sœurs étaient aussi également liées de manière romantique aux dieux Apollon et Poséidon. Corycia, la sœur qui a donné son nom à l'antre corycien, était la mère de Lycorée par Apollon,. Cléodora, quant à elle, fut aimée par Poséidon et devint par lui (ou par Kleopompos) la mère de Parnasse (qui fonda la ville de Parnasse) tandis que Mélaïna fut également aimée par Apollon et enfanta de lui Delphos (les parents de Delphos varient cependant beaucoup selon les traditions, Thyia et Celaeno étant également données comme sa mère, ou Mélantho, le père étant alors Poséidon, ou Melanis sans mention de son père). Son nom, qui signifie « la noire », suggère qu'elle présidait aux nymphes souterraines.

## Étymologie
Thries est la version francisé du grec ancien Θριαί / Thriaí, par le latin Thriae.
Le nom corycides vient du latin Corycides qui désigne des « nymphes du Parnasse » qui est indiqué être dérivé de la forme adjectivale Corycius qui signifie « Corycien », c'est-à-dire qui a trait à la grotte de Korykos (en grec ancien Κωρύκοs / Kôrukos/).

## Fonctions
Les abeilles et le miel qu'elles produisent ont souvent été associées au sacré et à la religion. En tant qu’animaux, elles sont porteuses de la parole et de la volonté divines. Ici, les trois sœurs, nymphes et femmes-abeilles, sont dotées du don de divination et au service du dieu Hermès à qui elles ont été offertes par Apollon, dieu des oracles et prophéties.
Ce sont elles qui ont inventé l'art de la prophétie avec de petits cailloux (θριαί / thriaí) jetés dans une urne.
L'art de la divination avec des pierres était pratiqué dans le sanctuaire d'Apollon à Delphes, entre autres. Le Thriambos, une chanson ou une danse du culte de Dionysos, est étymologiquement retracée au Thries.

## Dans les textes

### Hymne à Hermès
Les Thries apparaissent dans les Hymnes homériques, plus précisément dans l’Hymne à Hermès. Après que le jeune Hermès eut volé les vaches d'Apollon et ait été forcé de les lui rendre, les deux sympathisent et échangent des présents. Hermès donne a Apollon la lyre qu'il vient de créer (et donc le domaine de la musique et de la poésie) et Apollon, charmé par son jeune frère, lui offre une baguette en or (le caducée d'Hermès), les troupeaux (le domaine des bergers) et les thries, femmes-abeilles dotées de dons divinatoires :
« Θριαὶ γάρ τινες εἰσὶ κασίγνηται γεγαυῖαι

παρθένοι ὠκείῃσιν ἀγαλλόμεναι πτερύγεσσι

τρεῖς· κατὰ δὲ κρατὸς πεπαλαγμέναι ἄλφιτα λευκὰ

οἰκία ναιετάουσιν ὑπὸ πτυχὶ Παρνησοῖο (...)

ἐντεῦθεν δὴ ἔπειτα ποτώμεναι ἄλλοτε ἄλλῃ

κηρία βόσκονται καί τε κραίνουσιν ἕκαστα »
Voici la traduction que Leconte de Lisle en a fait en 1868:
« il y a trois Moires, vierges et sœurs, et qui se réjouissent de leurs ailes rapides. La tête couverte de blanche farine, elles habitent dans une vallée du Parnèsos ; et elles m'ont enseigné la science divinatoire à laquelle j'aspirais, encore enfant, au milieu de mes bœufs, et mon père ne s'en inquiéta point. Depuis, en ce lieu, volant çà et là, elles mangent les rayons de miel et accomplissent chaque chose. Alors, ayant mangé le miel vert, elles deviennent furieuses et veulent ardemment dire la vérité ; mais quand elles sont privées de la douce nourriture des Dieux, elles tentent de conduire hors du chemin. Je te les donne, interroge-les avec soin et charme ainsi ton esprit ; et, si quelque mortel connu de toi te rencontre, il pourra en croire ton oracle. Prends-les, fils de Maia, ainsi que les bœufs agrestes aux pieds flexibles. »

### Callimaque de Cyrène
Le poète grec Callimaque évoque les Thries à plusieurs reprises dans son œuvre. Ainsi, dans l'Hécalé (Fragment 260), il écrit :
« Les Thries ont inspirées le vieux corbeau [ou un oiseau, ou un vieux visionnaire]. »
Callimaque fait également allusion aux Thries dans son Hymne à Apollon (ligne 250).

## Représentations

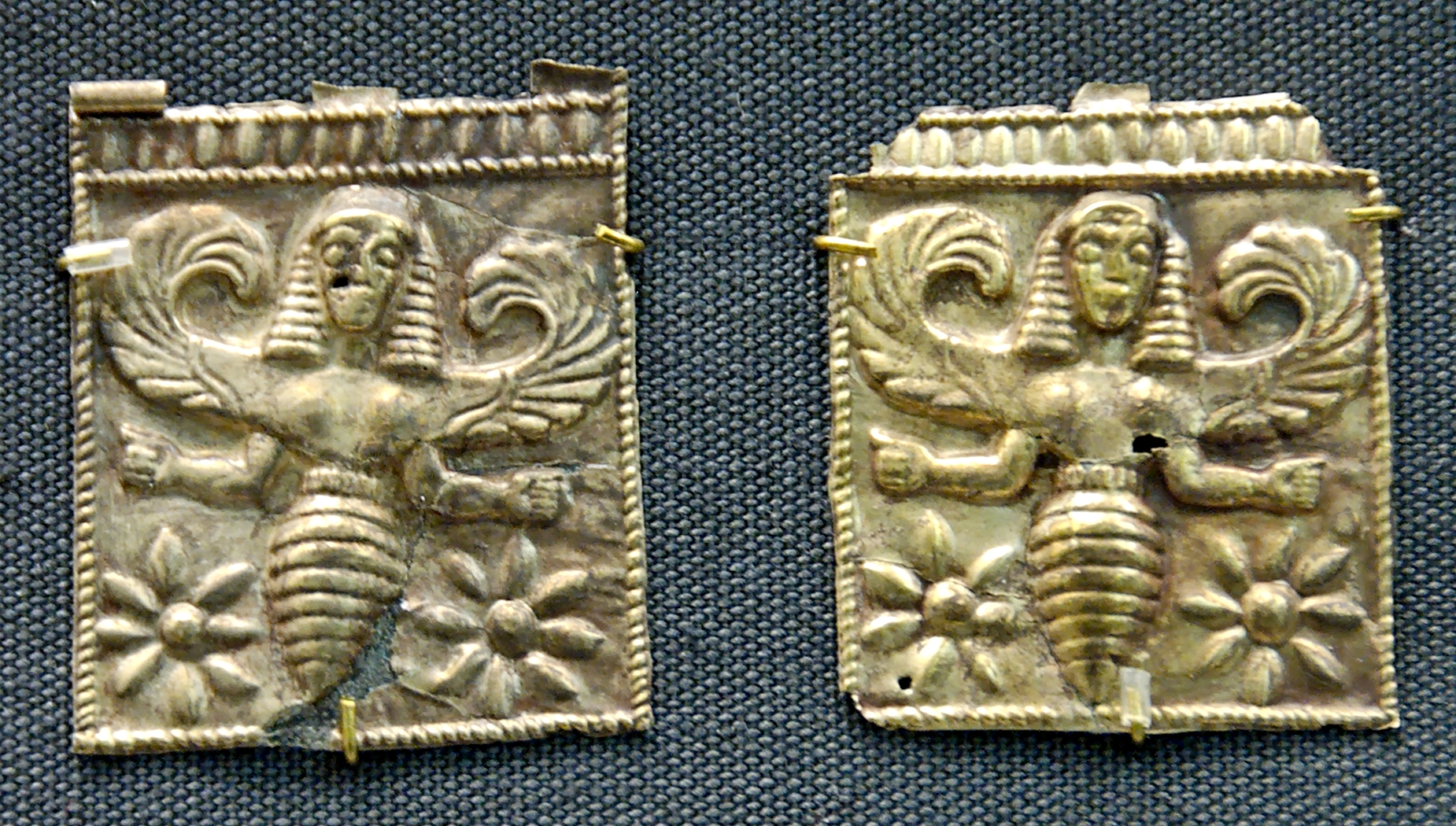
Représentation présumée des Thries comme divinités des abeilles, Rhodes,

Les Thries étaient apparemment envisagées comme des nymphes avec des têtes de femmes et des corps d'abeilles.
Un ancien relief du Musée des Beaux-Arts de Boston représentant une déesse avec la tête d'une femme et le corps d'une abeille pourrait être une représentation des Thries.
Certaines études portent à croire que la célèbre « colonne des danseuses », à Delphes, colonne d'acanthe ornée à son sommet de trois jeunes filles placées entre les jambes d'un trépied de bronze, ait été une représentation des Thries.

## Évocation moderne
Dans son ouvrage Le Feuilleton d'Hermès, l'autrice Murielle Szac réinterprète le mythe des Thries en les nommant (Antalia, Pausania et Rosana) et en leur donnant un rôle propre : Antalia transmet « la sagesse du présent », Pausania enseigne le passé et Rosana apprend à voir le futur.
Dans le jeu de rôle sur table Pathfinder, les Thries apparaissent comme une espèce jouable d'humanoïdes-abeilles dont les reines sont des oracles divins.

### Sources
- Hymne homérique no 4 ou Hymne à Hermès
- William Smith (Hg.): A dictionary of Greek and Roman biography and mythology, Boston (Little, Brown & Co.) 1867 Entrée sur les Thries
- Robert Graves: Griechische Mythologie: Quellen und Deutung, Reinbek bei Hamburg (Rowohlt) 1984,  (ISBN 3-499-55404-6)

### Pages annexes
- Hymnes homériques